# Provinz Madre de Dios
Madre de Dios ist eine Provinz im südlichen Teil des Departamento Pando im Tiefland des südamerikanischen Anden-Staates Bolivien. Die Provinz trägt ihren Namen nach dem Fluss Río Madre de Dios, der die Nordgrenze der Provinz bildet.

## Lage
Die Provinz ist eine von fünf Provinzen im Departamento Pando. Sie grenzt im Norden an die Provinz Manuripi, im Südwesten an das Departamento La Paz, und im Südosten an das Departamento Beni.
Sie erstreckt sich zwischen 10° 54' und 12° 28' südlicher Breite und 66° 05' und 67° 58' westlicher Länge, ihre Länge von Südwesten nach Nordosten beträgt 390 Kilometer, ihre Breite bis zu 150 Kilometer.

## Bevölkerung
Die Einwohnerzahl der Provinz Madre de Dios ist in den vergangenen drei Jahrzehnten auf fast das Vierfache angestiegen:
| Jahr | Einwohner | Quelle       |
| ---- | --------- | ------------ |
| 1992 | 8 097     | Volkszählung |
| 2001 | 9 521     | Volkszählung |
| 2012 | 24 070    | Volkszählung |
| 2024 | 31 473    | Volkszählung |

49,8 Prozent der Bevölkerung sind jünger als 15 Jahre, der Alphabetisierungsgrad in der Provinz beträgt 82,4 Prozent. (2001)
99,3 Prozent der Bevölkerung sprechen Spanisch, 0,7 Prozent Quechua, 0,1 Prozent Aymara, und 5,6 Prozent andere indigene Sprachen. (1992)
94,7 Prozent der Bevölkerung haben keinen Zugang zu Elektrizität, 71,8 Prozent leben ohne sanitäre Einrichtung. (1992)
80,2 Prozent der Einwohner sind katholisch, 18,8 Prozent sind evangelisch. (1992)

## Gliederung
Die Provinz Madre de Dios gliederte sich bei der Volkszählung von 2024 in die folgenden drei Verwaltungsbezirke (bolivianisch „Municipios“):
- 09-0301 Municipio Puerto Gonzales Moreno (1.275 km²) im östlichen Teil der Provinz – 12.006 Einwohner – 9,42 Einwohner/km²
- 09-0302 Municipio San Lorenzo (3.086 km²) im zentralen Teil der Provinz – 9.203 Einwohner – 2,98 Einwohner/km²
- 09-0303 Municipio Sena (7.631 km²) im westlichen Teil der Provinz – 10.264 Einwohner – 1,35 Einwohner/km²

## Ortschaften in der Provinz Madre de Dios
- Municipio Puerto Gonzales Moreno
  - Puerto Gonzalo Moreno 1839 Einw. – Las Piedras 1133 Einw. – Miraflores 667 Einw. – Agua Dulce 608 Einw. – Portachuelo Bajo 502 Einw. – Portachuelo Medio 440 Einw.

- Municipio San Lorenzo
  - Blanca Flor 1306 Einw. – Trinidacito 619 Einw. – Naranjal 426 Einw. – Vista Alegre 361 Einw. – Fortaleza 320 Einw. – Charal 159 Einw. – San Lorenzo 101 Einw.

- Municipio Sena
  - El Sena 2587 Einw.